# Parnassiana
Parnassiana is een geslacht van rechtvleugeligen uit de familie sabelsprinkhanen (Tettigoniidae). De wetenschappelijke naam van dit geslacht is voor het eerst geldig gepubliceerd in 1941 door Zeuner.

## Soorten
Het geslacht Parnassiana omvat de volgende soorten:
- Parnassiana chelmos Zeuner, 1941
- Parnassiana coracis Ramme, 1921
- Parnassiana dirphys Willemse, 1980
- Parnassiana fusca Brunner von Wattenwyl, 1882
- Parnassiana gionica La Greca & Messina, 1976
- Parnassiana menalon Willemse, 1975
- Parnassiana nigromarginata Willemse & Willemse, 1987
- Parnassiana panaetolikon Willemse, 1980
- Parnassiana parnassica Ramme, 1926
- Parnassiana parnon Willemse, 1980
- Parnassiana tenuis Heller & Willemse, 1989
- Parnassiana tymphiensis Willemse, 1973
- Parnassiana tymphrestos Zeuner, 1941